# Вулька-Тучемпська
Вулька-Тучемпська (пол. Wólka Tuczępska) — село в Польщі, у гміні Грабовець Замойського повіту Люблінського воєводства.
Населення — 99 осіб (2011).
У 1975-1998 роках село належало до Замойського воєводства.

## Демографія
Демографічна структура станом на 31 березня 2011 року:
|          | Загалом | Допрацездатний вік | Працездатний вік | Постпрацездатний вік |
| -------- | ------- | ------------------ | ---------------- | -------------------- |
| Чоловіки | 47      | 9                  | 28               | 10                   |
| Жінки    | 52      | 16                 | 21               | 15                   |
| Разом    | 99      | 25                 | 49               | 25                   |